# Parafia Najświętszego Serca Jezusowego w Róży
Parafia Najświętszego Serca Jezusowego w Róży – parafia rzymskokatolicka, znajdująca się w diecezji tarnowskiej, w dekanacie Radomyśl Wielki.